# Religiös analfabetism
Religiös analfabetism är oförståelse eller okunskap om religion och religiösa företeelser, framför allt i ett sekulärt samhälle. Det kan röra oförståelse för religiösa trosuppfattningar, religiöst språk, tänkande, heliga skrifter, religiösa inslag i politik m.m.  Religiös analfabetism kan i olika länder medföra ett antagande om att t.ex. en svensk är en person med sekulär eller ateistisk livsåskådning. De troende eller religiösa blir främmande och främlingar ur ett sådant perspektiv och religionen ses företrädesvis som ett problem.
Motsatsen till religiös analfabetism är religiös läskunnighet.

## Aspekter

### Synen på religion som problem
Om religion framför allt behandlas som ett problem i samhällsdebatten riskerar man att förbise eventuella positiva effekter som religionen och dess företrädare kan föra med sig. Ur ett inre perspektiv är religion för många människor en viktig identitet och skänker mening till livet. Religion kan i många sammanhang också genom sina uppmaningar till de troende vara en samhällsdrivande kraft. Det är till exempel vanligt att församlingar arbetar socialt med integration av invandrare, mathjälp, internationellt bistånd, m.m.

### Religionsfrihet och demokrati
Ali Asani, professor i indomuslimska språk på Harvard universitet, är en av de som har varnat för farorna med religiös analfabetism kopplat till interkulturell förståelse. I västvärlden gäller detta inte minst förståelse av islam och muslimer. Han menar att oförståelse för religion riskerar att leda till förenkling och stereotyper. Istället för att se den mångfald som finns i många religioner så reduceras religion och troende till stereotyper. I förlängningen hotar detta att underminera demokratin enligt Asani. Oförståelsen göder fördomar som eroderar den respekt och tolerans för olika livsåskådningar och livsstilar som präglar demokratin. Om vi inte förstår varandra riskerar människor att börja kräva förbud mot olika uttryck för t.ex. islam eller andra religioner i minoritet, vilket tar ifrån människor deras religionsfrihet.

## Sverige
Vissa forskare menar att den religiösa analfabetismen har växt sig starkare efter att kristendomskunskapen ersattes av religionskunskap i den svenska skolan på 1960-talet. De menar att religionskunskapen reducerade religioners existentiella innehåll till stereotypa faktakunskaper om religioners yttre uttryck, och att elever därmed har gått miste om djupare förståelse för religioners betydelse och innehåll.